# 태풍 루핏 (2003년)
태풍 루핏 (Typhoon Lupit) 은 2003년 제21호 태풍이다. 5등급의 슈퍼 태풍(SSHS)이다. "루핏"은 필리핀에서 제출한 이름으로 잔인함을 의미한다.

## 같이 보기
- 2003년 태풍